# Órgano de la Iglesia de San José (Medellín)

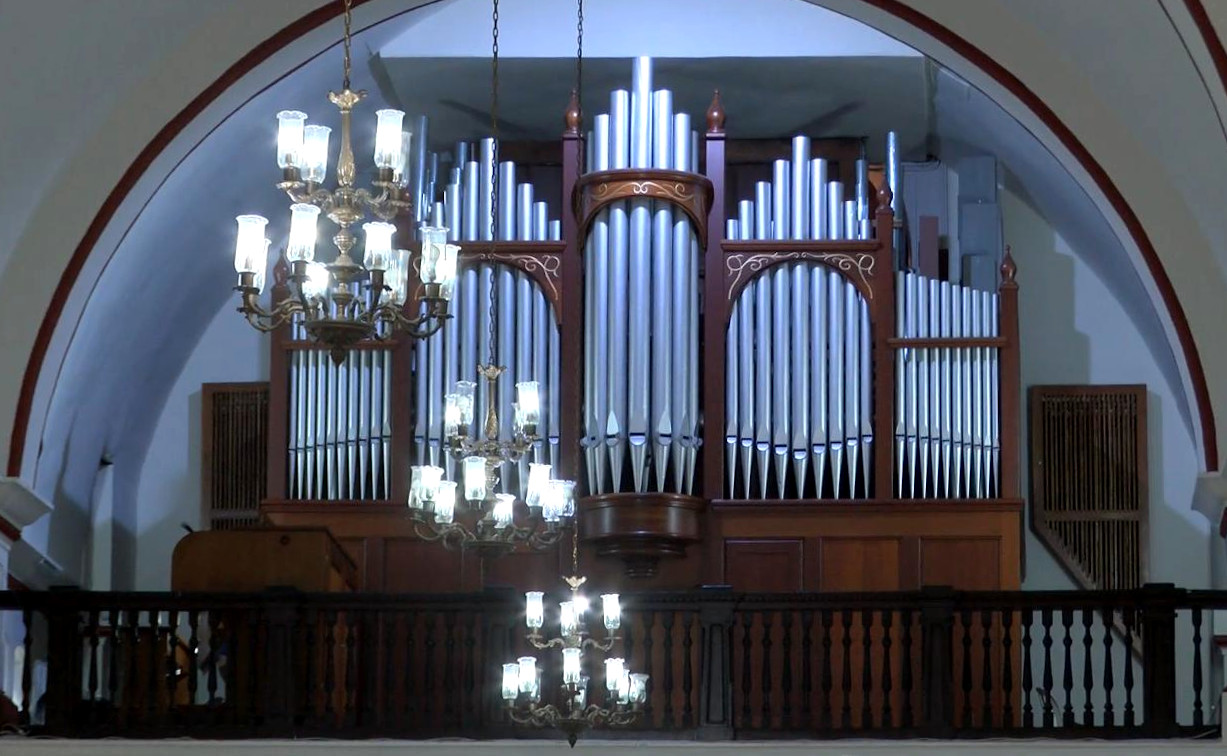
Al extremo opuesto del presbiterio sobre el portal principal, es decir, al pie de la nave central, se encuentra el coro alto lugar donde se localiza el órgano Xucla-Walcker-Binder-Ángel.

El órgano de la Iglesia de San José es el órgano tubular de dicho templo colombiano, ubicado en el centro de la ciudad de Medellín, Antioquia. El instrumento fue en sus inicios un órgano de 23 registros, construido por Pablo Xucla, destacado organero español, luego en 1956 el instrumento es ampliado por el organero alemán Oskar Binder y la casa Walcker Orgelbau, quedando el órgano como un E.F. Walcker, opus 3339 con 44 registros, pero décadas después, el instrumento, luego de un fallido intento de restauración que lo destruyo casi en un 50%, es sometido a una restauración y reconstrucción realizada entre 2010 y el 2015 por el organero profesional Juan Carlos Ángel Galló. 
El órgano Xucla-Walcker-Binder-Ángel cuenta con 2957, 44 juegos o registros (sonidos), una consola con tres teclados manuales y un teclado que se toca con los pies (pedalero), lo que lo convierte en el tercer órgano más grande del país. El actual organista es Jairo Castrillón.

## Historia
En 1915 el presbítero Rafael Garcés Molina vio la necesidad de tener un órgano para el templo de San José. Por lo cual, el 10 de marzo de 1915 solicitó permiso al arzobispo Manuel José Caicedo para pedir limosnas para dicho fin y resalta que las obras en la casa cural están casi terminadas. Después de la autorización comenzó la consecución de los recursos para adquirir el instrumento. Finalmente, el órgano fue solicitado a la fábrica de Pablo Xucla en España. La inauguración fue en 1920, lo armo el organero colombiano Luis Gallego y fue bendecido por el arzobispo Caicedo. El maestro Mondragón fue el primero que lo hizo funcionar.
Contaba con 23 juegos o registros, seis pedales de combinación; reunión de pedales al primer teclado; la misma para el segundo y para los dos; un gran juego general y por último trémolo de expresión. Además del motor eléctrico, tenía palancas para llenar de aire los fuelles en caso de que falle la energía.
El 14 de diciembre de 1933 fue contratado el organero Luis Gallego para arreglar el órgano en asocio con el organero alemán Oskar Binder, quien en ese año había instalado el órgano de la Catedral de Medellín. El instrumento se había deteriorado porque no fue cuidado durante el arreglo del templo y había recibido cemento.
Más adelante, Binder decide establecerse en el país, constituye la compañía Oskar Binder & Cia. Ltda con sede en Bogotá y se vuelve el representante exclusivo para Colombia de la casa organera Walcker Orgelbau. Esto le permitió al órgano estar durante las siguientes décadas bajo el mantenimiento de Binder.

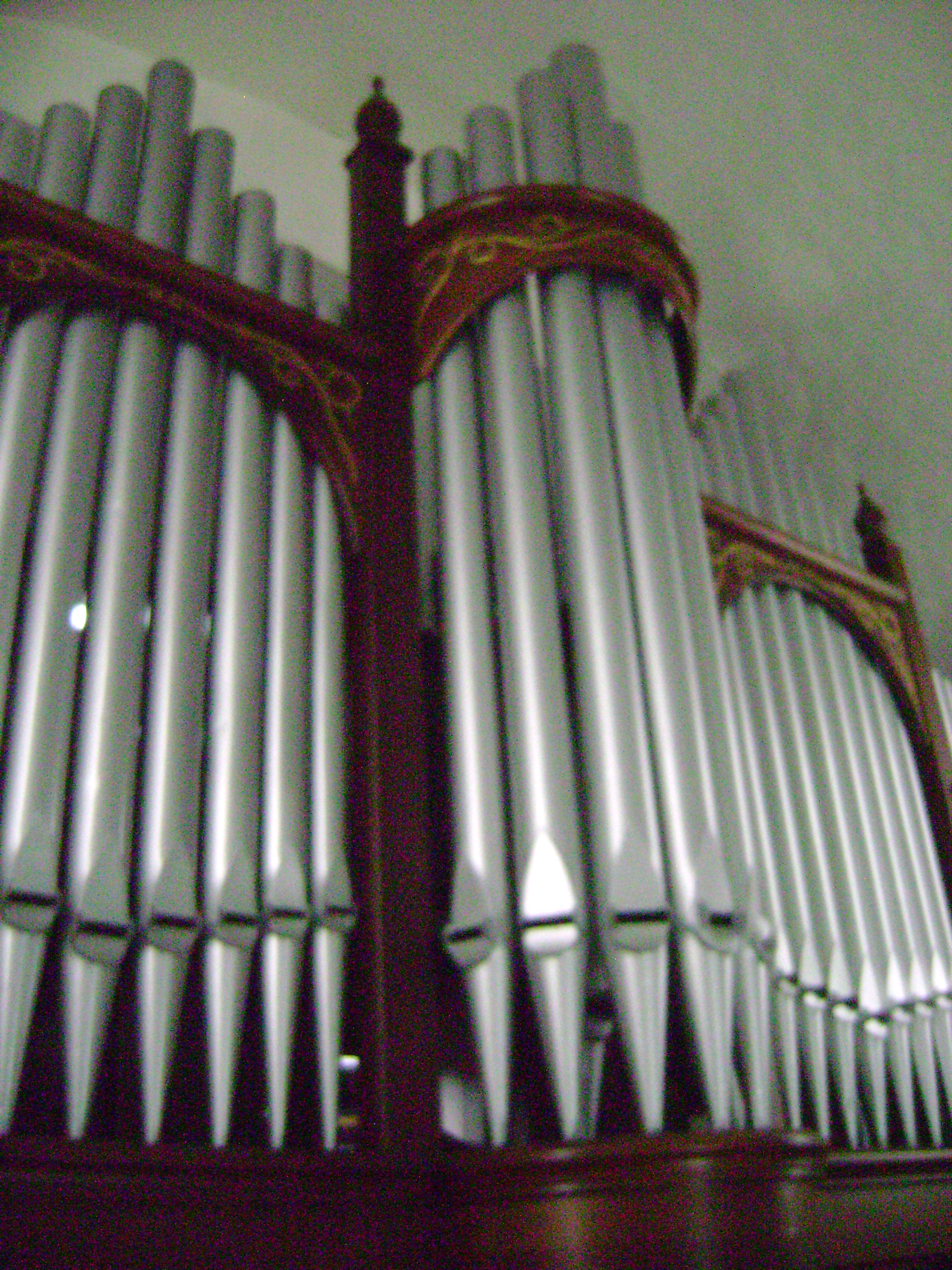
Detalle de la fachada del órgano.

En 1946 se adelantó una refacción del órgano y en 1948 entró como organista Jaime Santamaria quien lo fue por muchos años.
En la década de los 50 las familias pudientes que vivían en torno a la iglesia de San José decidieron que el órgano del templo al que asistían tenía que ser similar al de la Catedral de Medellín, para lo cual comenzaron a reunir el dinero necesario para dicha meta. El 13 de julio de 1954 el presbítero Antonio José Gómez solicitó a la curia permiso para intervenir el órgano. Lo haría la casa Oskar Binder & Cia. Ltda por $77.000 pesos. Se resaltó que no se trataba de una simple reparación sino casi de hacer un nuevo instrumento. Finalmente se le concedió la licencia. También, se le solicitó un concepto al presbítero Nacianceno Ramírez organista de la Catedral de Medellín. Este lo dio favorable a la intervención y anotó que es de marca Xucla como los de envigado y Abejorral, que tiene sonido delicado, tonalidad admirable, timbre pastoso, voz humana.
Al final el órgano Xuclá fue reconstruido en 1956, por Oskar Binder y la Casa Walcker. En esta reconstrucción fueron instalados unos 21 juegos de tubos más, un juego de campanas, cinco mecanismos electro-neumáticos de válvulas cónicas y una nueva consola eléctrica para albergar los 44 registros con los que quedó el instrumento.
Desde su reconstrucción, el órgano quedó rico en sonoridad lo que permitió que entre los años 60 y 70 el maestro Indalecio Vidal, grabara un disco de varias composiciones religiosas como «Viacrucis» y «Ven acá pecador», el que sería el primero de esas características que se grabó en Colombia en un órgano tubular.
En el año 2001, el órgano sufrió un desperfecto eléctrico, lo cual dejó gran parte del órgano fuera de servicio. En ese momento, el párroco de la época monseñor Alfonso Vásquez decidió comenzar la reparación del instrumento.
Por alguna razón, unos años más tarde, se decide realizar una nueva reparación al órgano. Después de dos intentos para arreglarlo con dos supuestos organeros, de muchos millones de pesos desperdiciados, el resultado fue funesto. El instrumento permaneció fuera de servicio por varios años, hasta que en 2010, por solicitud del pbro. Gustavo Patiño y mons. Alfonso Vásquez, con la aprobación de la junta de arte de la Arquidiócesis de Medellín, se decidió restaurar el órgano en su totalidad.
En agosto de 2010, el organero Juan Carlos Ángel, uno de los dos organeros profesionales que hay en Colombia, quien en ese momento estaba terminando la restauración del órgano de la Catedral de Cali, fue llamado por la Iglesia de San José para que hiciera una valoración del estado del instrumento. Lo que encontró lo dejó abrumado, pues encontró el instrumento en ruinas casi en un 50 por ciento.
Su diagnóstico fue demoledor, se desmontó la totalidad del órgano, tratando de dar una nueva disposición interna, con lo cual destrozaron gran cantidad de flautas, partes y mecanismos. Se colocaron pobres soportes de madera para servir de estructura a piezas con pesos de más de 2 toneladas, los canales de aire fueron mutilados y comunicados de forma arbitraria, la caja expresiva fue desmontada en su totalidad y desaparecida.
Las máquinas que servían al pedal, fueron abandonadas y desconectadas, los tubos de madera mezclados entre sí y dispuestos de forma arbitraria: Tubos abiertos con bordones, sin conexiones de ningún tipo. Gran cantidad de tubos de gran tamaño y medianos fueron cortados a la mitad o a más de la mitad, los fuelles reventados y destruidos, del mueble original solo se conservó la fachada, los grandes tubos de metal fueron saqueados y destruidos, la consola fue casi destruida: sus contactos fueron fundidos, al igual que la totalidad de los solenoides de ésta y del órgano, el cableado fue dispuesto de forma desorganizada y totalmente arbitraria, los pistones de pedal destruidos.

### Proceso de restauración

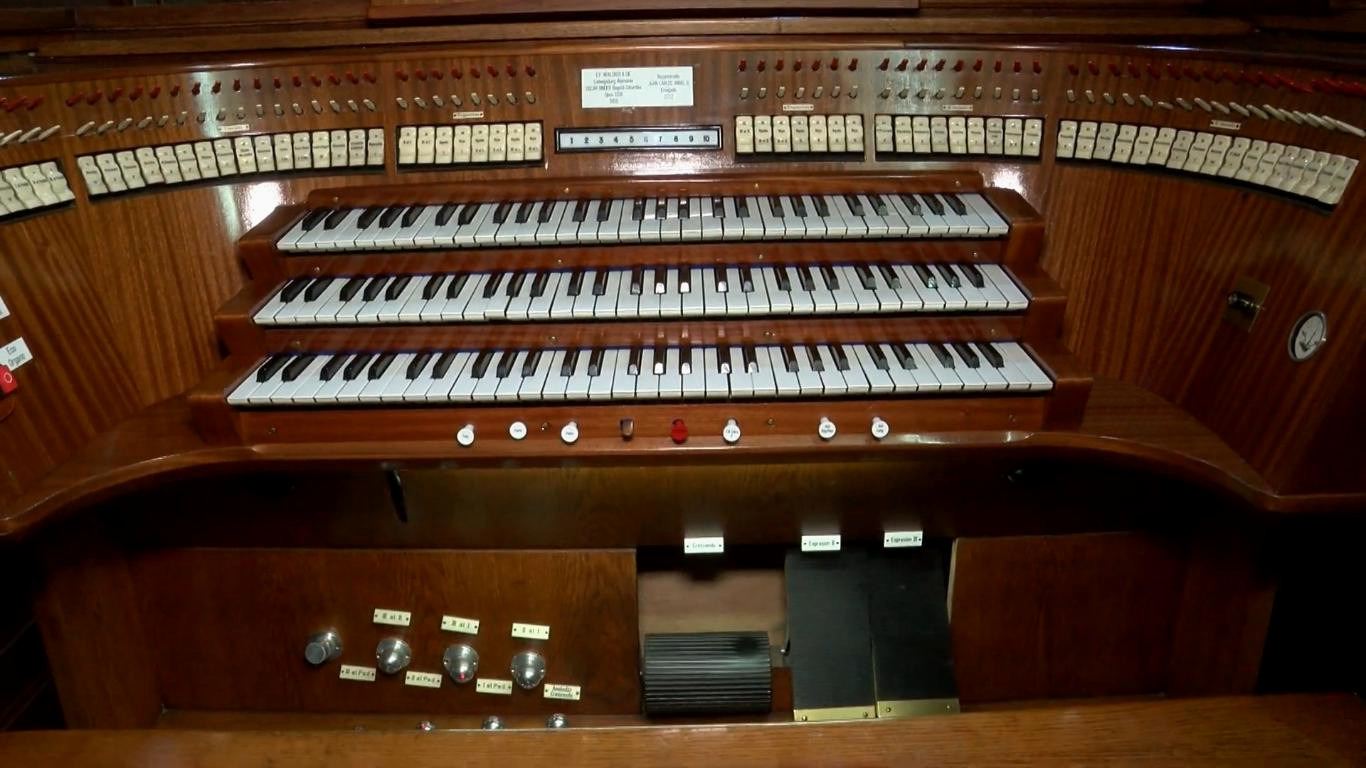
Consola Walcker Orgelbau. Los juegos o registros (sonidos) se manejan desde la consola por medio de las teclas de los cuatro teclados, tres manuales y el pedalero. Encima de los manuales se encuentran los controles de los registros marcados con los nombres de cada uno, los cuales se puede activar y desactivar; además están los acoples que se pueden enganchar y así duplicar los acordes y acoplar los teclados el uno al otro. Con estas ayudas el organista puede combinar los registros a su gusto y como lo ha concebido el compositor en sus obras.

Al final, la labor de restauración fue dejada en manos del organero Juan Carlos Ángel, quien además trabajó con un grupo de profesionales de diferentes áreas. La reconstrucción comenzó realizando un minucioso inventario de las partes del órgano que pueden ser utilizadas y restauradas, almacenarlas y comenzar su difícil y lenta restauración. 
La estructura interna del órgano que sirve de soporte a todas las partes, fue construida en vigas de hierro por el ingeniero mecánico Juan Camilo García y el taller Indumega de la ciudad de Sabaneta, esto garantiza la durabilidad y resistencia necesaria para soportar las cargas de más de 4 toneladas sobre las cuales reposan los mecanismos, fuelles, canales portavientos y mecanismos auxiliares y caja expresiva.
Las labores de restauración de madera, construcción de partes, mueble, caja expresiva fueron realizadas por el ebanista Héctor Martínez, quien también es constructor de guitarras. Los sistemas electrónicos fueron construidos por el ingeniero eléctrico Iván Darío Moreno, quien también se desempeña como profesor en la Universidad de Antioquia.
Las partes necesarias y materiales fueron importadas de varias firmas organeras europeas y norteamericanas como: August Laukhuff y Otto Heuss, de Alemania; Valter Daminato de Italia; Jacques Stinkens de Holanda; Organ Supply y Perterson de Estados Unidos.
Se construyeron cuatro registros nuevos en su totalidad porque no estaban completos o era bastante dispendiosa su restauración, uno de ellos una mixtura de 296 flautas. Dos registros de éstos fueron construidos por el organero: Contrabajo y Mixtura.
Se hizo necesario completar varios registros y reparar centenares de tubos. Un total de 175 tubos nuevos para completar tubos faltantes entre registros.
Se construyeron nuevos canales de aire, transformadores regulados, sistema eléctrico en su totalidad y dotar de un sistema electromecánico al mecanismo antiguo del II manual para hacer más eficaz su funcionamiento, incluida una restauración minuciosa y delicada a éste.
Todos los mecanismos se revisaron, se restauraron, se empapelaron y se colocaron nuevos ajustes de fieltro. Todas las válvulas planas, se restauraron reencuerando sus partes culatas y varillas nuevas.
Toda las mangueras fueron colocadas nuevamente a los disparos neumáticos en manguera de plomo como fueran las originales; más de 2500 m.
Las membranas fueron construidas y reemplazadas en su totalidad. Se instalaron 240 electroimanes basculantes nuevos para tracción de teclas y registros y 61 electroimanes de tracción directa y 10 para tracción de registros.
Los suiches, electroimanes y contactos de la consola fueron reemplazados y reparados los puertos de los cables y reconstruido el sistema de combinaciones.
La reinauguración del órgano fue el 18 de junio del 2015 en las horas de la noche, que contó con el saludo y presentación del instrumento por parte del párroco, mons. Francisco Javier Tobón Lopera, la bendición del mismo por parte de mons. Ricardo Tobón Restrepo, arzobispo de Medellín, y un concierto. El trabajo de restauración costó 500 millones de pesos.
Han sido organistas: Indalecio Vidal, Jaime Santamaría, y Alfonso Monsalve.

## Disposición
A continuación se enlista la disposición de registros del órgano.
| I Manual |                        |                        |  |
| 01.      | Bordón                 | 16'                    |  |
| 02.      | Principal              | 08'                    |  |
| 03.      | Flautado               | 08'                    |  |
| 04.      | Bordon                 | 08'                    |  |
| 05.      | Flauta Vienesa         | 08'                    |  |
| 06.      | Contrabajo             | 08'                    |  |
| 07.      | Octava                 | 04'                    |  |
| 08.      | Flauta Traversa        | 04'                    |  |
| 09.      | Corno de noche         | 04'                    |  |
| 10.      | Quincena               | 02'                    |  |
| 11.      | Lleno03-5 hileras      | Lleno03-5 hileras      |  |
| 12.      | Gran lleno04-5 hileras | Gran lleno04-5 hileras |  |
| 13.      | Contrafagot            | 16'                    |  |
| 14.      | Clarinete              | 16'                    |  |
| 15.      | Trompeta armónica      | 08'                    |  |
| 16.      | Bajoncillo             | 04'                    |  |

| II Manual |                   |        |
| 17.       | Diapason          | 8'     |
| 18.       | Flauta armónica   | 8'     |
| 19.       | Bordon            | 8'     |
| 20.       | Violoncello       | 8'     |
| 21.       | Gamba             | 8'     |
| 22.       | Voz Celeste       | 8'     |
| 23.       | Faluta octaviante | 4'     |
| 24.       | Prestant          | 4'     |
| 25.       | Nazardo           | 2 2⁄3' |
| 26.       | Flauta de Bach    | 2'     |
| 27.       | Cimballo          |        |
| 28.       | Cromorno          | 8'     |
| 29.       | Fagot - Oboe      | 8'     |
| 30.       | Voz humana        | 8'     |
| 31.       | Schalmey          | 4'     |
|           | Tremolo II        |        |

| III Manual |                  |    |
| 32.        | Flauta principal | 8' |
| 33.        | Clarabella       | 8' |
| 34.        | Undamaris        | 8' |
| 35.        | Octava           | 4' |
| 36.        | Ocarina          | 4' |
| 37.        | Piccolo          | 2' |
| 38.        | Trompeta real    | 8' |
| 39.        | Voz human        | 8' |
|            | Tremolo III      |    |

| Pedal |            |     |
| 40.   | Contrabajo | 16' |
| 41.   | Subbajo    | 16' |
| 42.   | Contras    | 08' |
| 43.   | Coralbajo  | 04' |
| 44.   | Bombarda   | 16' |

La numeración no se corresponde con el orden del instrumento.
Acoples: II/I, III/I, Aguda I, Bajo I, Aguda II/I, Bajo II/I, Aguda III/I, Bajo III/I, III/II, Aguda III/II, Bajo III/II, Aguda II, Bajo II, Aguda III, Bajo III. I/P, II/P,III/P.